# Lusa (Nachrichtenagentur)
Lusa - Agência de Notícias de Portugal, S.A. ist eine portugiesische Nachrichtenagentur. 
Sie wurde im Dezember 1986 als Aktiengesellschaft in Lissabon gegründet. Hauptaktionär ist der portugiesische Staat. Sitz und Zentralredaktion befinden sich in der Rua Dr. João Couto im Stadtteil Benfica. Lusa verbreitet weltweit nationale und internationale Nachrichten an Zeitungen, Zeitschriften, Rundfunk, Fernsehen und Webseiten.
Als ein Hauptaugenmerk der Agentur gilt die Herstellung von Artikeln und Features über die portugiesischsprachige Welt; sie liefert damit hauptsächlich an Medien der Lusophonie. Außerhalb Portugals sind das Kunden in Angola, Brasilien, Guinea-Bissau, Kap Verde, Mosambik, Macau und Osttimor. Lusa unterhält, abgesehen von Lissabon, sechs weitere Regionalredaktionen, außerdem Büros in Brüssel, Madrid, Berlin, Peking, Luanda, Maputo, Bissau, Praia, Macau und Dili. 
Täglich verbreitet Lusa einen Dienst von etwa 500 Artikeln, dazu kommen Pressefotos, Videos und Audionachrichten. Die Bilder werden von eigenen Bildjournalisten und auch in Zusammenarbeit mit ausländischen Partneragenturen zusammengestellt, Lusa ist an der European Pressphoto Agency beteiligt. Lusa legte für 2019 ein operatives Ergebnis von  793.000 Euro vor.
Vorsitzender des Verwaltungsrates ist Joaquim de Jesus Pedro Carreira.
Am 19. Mai 2012 wurde der Lusa von Osttimors Staatspräsidenten José Ramos-Horta die Insígnia des Ordem de Timor-Leste verliehen.